# فرودگاه عسلویه
فرودگاه عسلویه (یاتا: YEH، ایکائو: OIBI) (فرودگاه قدیم عسلویه) نام فرودگاهی غیرفعال است که در نزدیکی شهر عسلویه در استان بوشهر ایران قرار دارد.
این فرودگاه دارای یک باند آسفالت بوده که طول آن ۳۶۰۴ متر و عرض آن ۴۵ متر است.
فرودگاه قدیم عسلویه تا زمان احساس ضرورت ایجاد یک خط هوایی برای منطقه به‌دلیل گسترش فعالیت‌های اقتصادی در منطقه ویژه اقتصادی پارس جنوبی، برای هوانوردی غیرنظامی باز بود. این فرودگاه تا زمان افتتاح فرودگاه بین‌المللی خلیج فارس در سال ۱۳۸۵ و جایگزین‌شدن آن به‌جای فرودگاه عسلویه، فعال بود.
فرودگاه قدیم عسلویه با مساحت ۳۲۰ هکتار به‌صورت متروکه و بدون استفاده در محدوده شهرهای عسلویه و نخل تقی قرار دارد. مالکیت بخش عمده اراضی فرودگاه قدیم عسلویه در اختیار نیروی هوایی ارتش جمهوری اسلامی ایران است و ۹۱ هکتار از اراضی این فرودگاه نیز در اختیار ستاد اجرایی فرمان امام است.